# Rita Modl

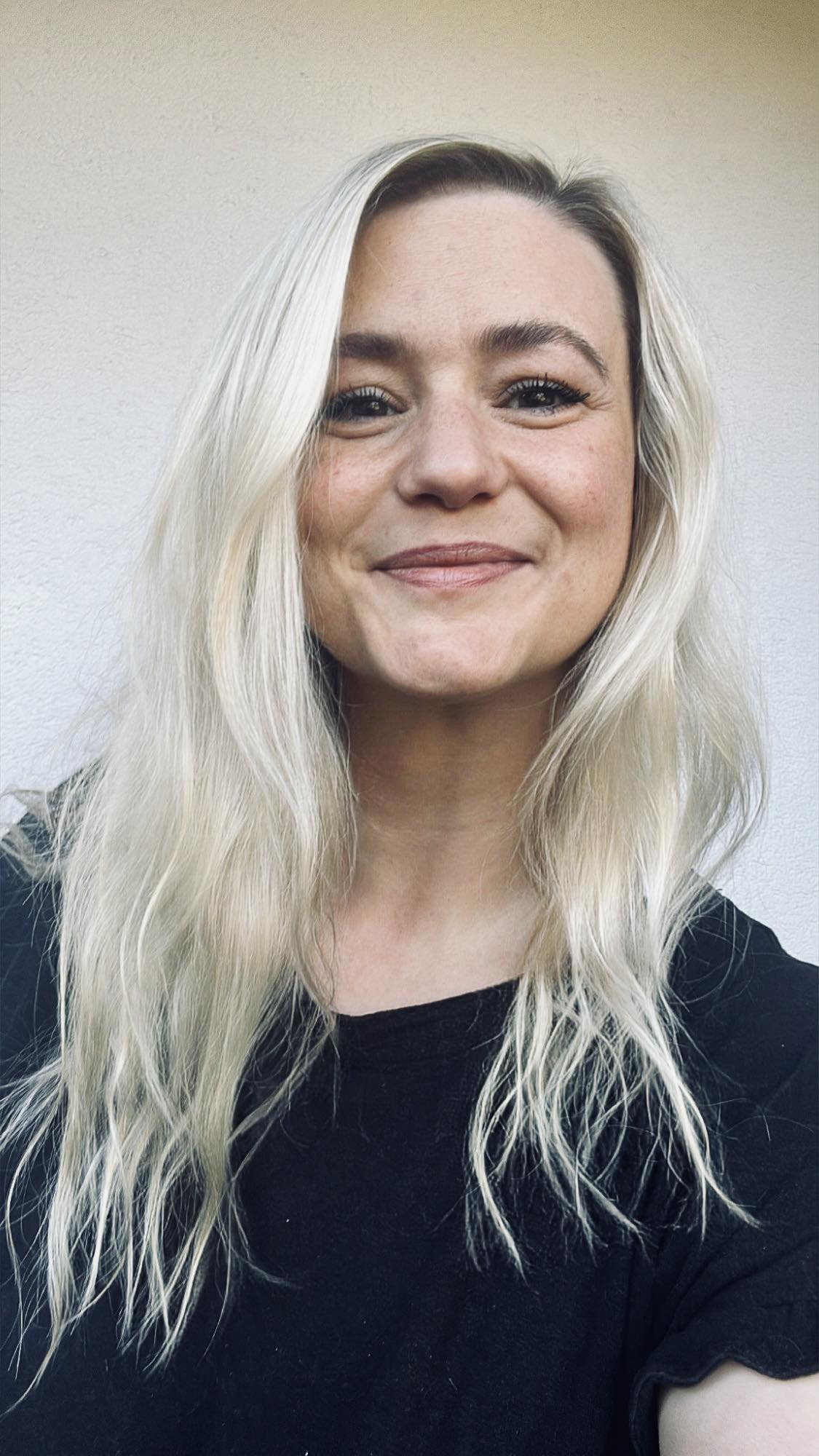
Spieleautorin Rita Modl

Rita Modl (* 1983) ist eine deutsche Spieleautorin.

## Leben

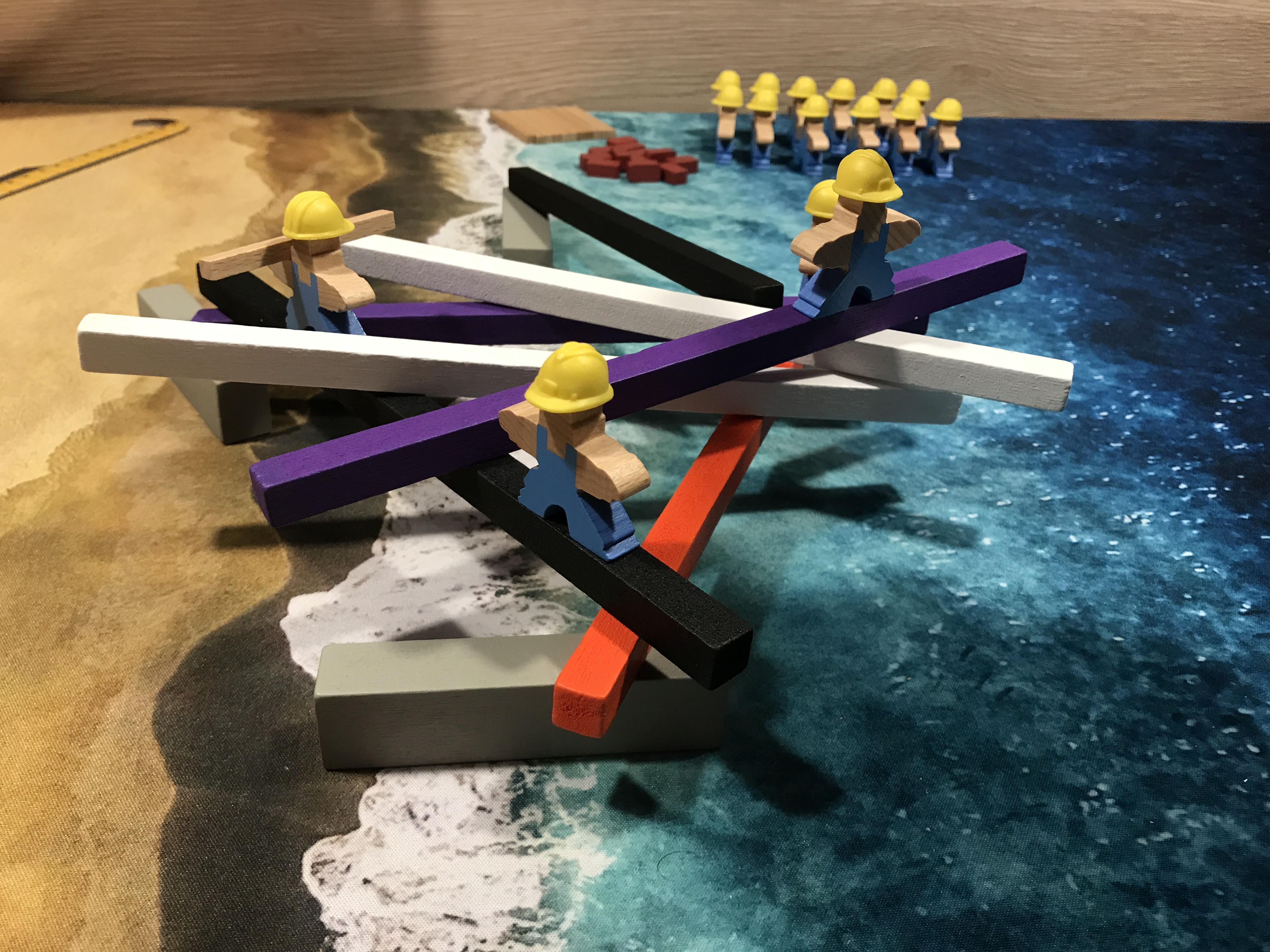
Men at Work

Modl wuchs in Huglfing auf. Sie studierte von 2006 bis 2010 Fotodesign an der Hochschule München. Seit 2010 arbeitet sie als freiberufliche Fotodesignerin. Seit 2016 entwickelt sie Gesellschaftsspiele. Ihr erstes veröffentlichtes Spiel Men at Work erschien zur SPIEL18 in Essen. Seit 2023 ist sie im Vorstand der Spiele-Autoren-Zunft. Sie lebt in der Nähe von München.

## Ludographie (Auswahl)
nach Jahr, darunter alphabetisch
- 2018: Men at Work (Pretzel Games/Pegasus)
- 2020: King of 12 (Corax Games)
- 2022: Crazy Donut Party (Topp)
- 2022: Zwergendorf (Skellig Games)
- 2023: Kuhfstein (Schmidt Spiele)
- 2023: Llamas & Alpacas (Trefl)
- 2023: Queen of 12 (Corax Games)
- 2024: Lumicora, Deep Print Games
- 2024: Auf ein Wort (Trefl)
- 2024: Colour Lines (Spiel das! Verlag)
- 2024: Friends?! Das Rad der Geheimnisse (EMF Verlag)
- 2025: Rasanto Wortale, Moses

## Auszeichnungen (Auswahl)
- 2019 Österreichischer Spielepreis: 1. Platz in der Kategorie „Spiele Hit mit Freunden“ 2019 für Men at Work